# Pietà (Ticiano)
A Pietà é uma das últimas pinturas do mestre italiano Ticiano, e em seu estado final e estendido foi deixado incompleto em sua morte em 1576, para ser completado por Palma Giovane. Ticiano pretendia que ela ficasse pendurada sobre seu túmulo, e os dois estágios da pintura deveriam fazê-lo caber em duas igrejas diferentes. Está agora na Gallerie dell'Accademia em Veneza.

## Temática
Uma Pietà [pjeˈta] (italiano para Piedade) é um tema da arte cristã em que é representada a Virgem Maria com o corpo morto de Jesus nos braços, após a crucificação.